# Babiak (gmina)
Pour les articles homonymes, voir Babiak.
Babiak [ˈbabjak] est une commune rurale de la voïvodie de Grande-Pologne et du powiat de Koło. Elle s'étend sur 133,6 km2 et comptait 7 903 habitants en 2010. Elle se situe à environ 17 kilomètres au nord de la ville de Koło et à 120 kilomètres à l’est de Poznań, la capitale régionale.